# Otaci
Otaci, ehemals russisch Атаки Ataki, ist eine Kleinstadt und administratives Zentrum des Rajon Ocnița im äußersten Nordosten der Republik Moldau an der Moldauisch-ukrainischen Grenze. Von der am rechten (westlichen) Ufer des Dnister (rumänisch Nistru) gelegenen Stadt besteht ein offizieller Grenzübergang über eine Straßenbrücke in die Ukraine.
In den 1930er Jahren war die Bevölkerung zu knapp 80 Prozent jüdisch. Heute lebt hier die größte Roma-Minderheit des Landes außerhalb der Hauptstadt.

## Lage

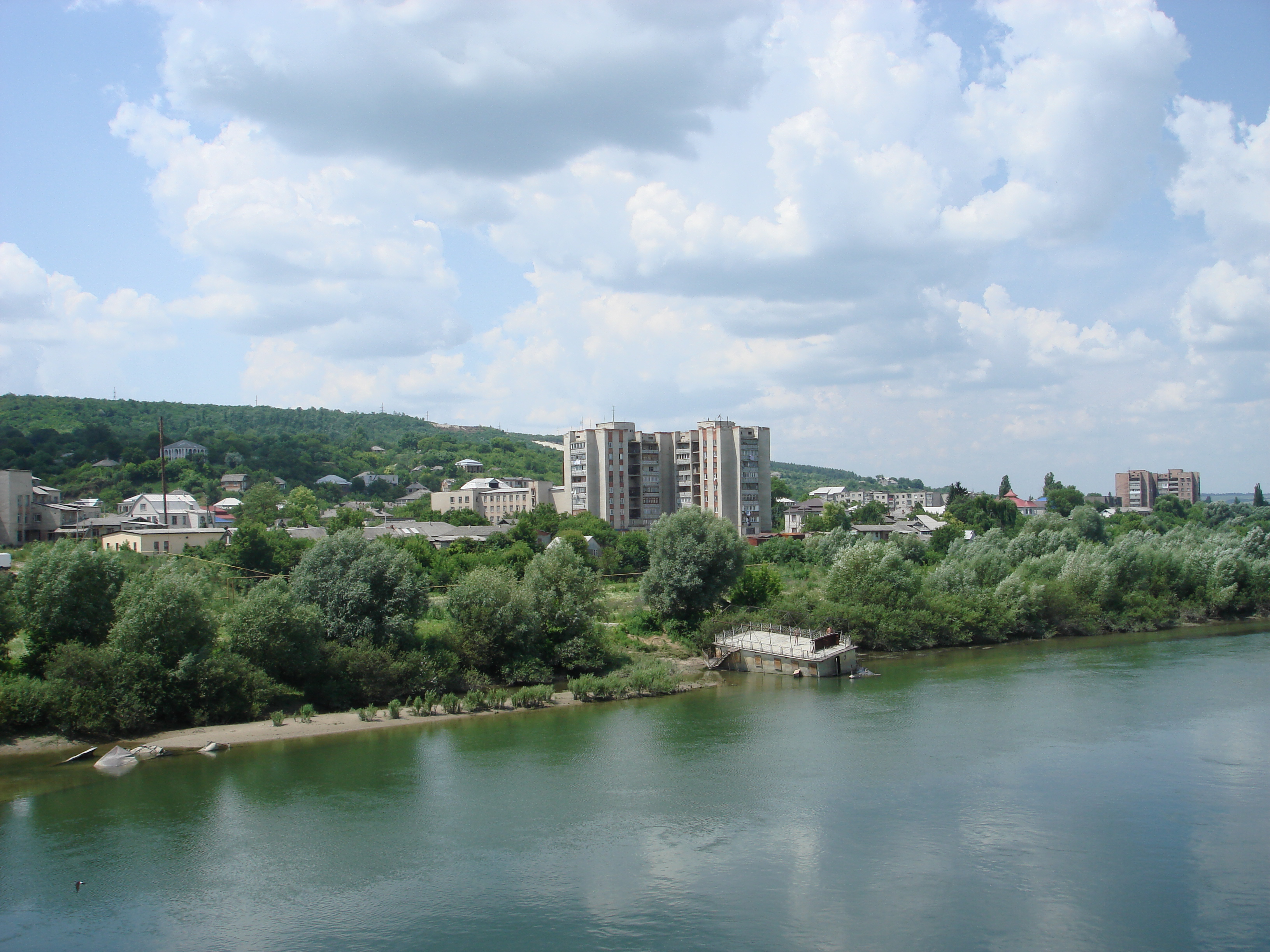
Von der Grenzbrücke nach Nordwesten

Otaci liegt rund 215 Straßenkilometer nördlich der Landeshauptstadt Chișinău im Rajon Ocnița, dem nördlichsten Distrikt der Republik. Neben dem Distrikthauptort Ocnița, 25 Kilometer westlich, ist Otaci mit 8469 Einwohnern bei der Volkszählung 2004 die einzige Kleinstadt des Distrikts. Der offiziell ebenfalls als städtische Siedlung geführte Ort Frunză an der Strecke zwischen Otaci und Ocnița hatte 2004 lediglich 1476 Einwohner. Die Entfernung zur nächsten größeren Stadt Soroca flussabwärts in südöstlicher Richtung beträgt 56 Kilometer und ungefähr gleich viel Richtung Südwesten nach Edineț. Die Fernstraße R8 von Otaci nach Edineț führt weiter nach Bălți, der größten Stadt Nordmoldaus. Auf dem gegenüberliegenden Ufer des Nistru liegt die ukrainische Grenzstadt Mohyliw-Podilskyj. Ein Messpunkt des Struve-Bogens befindet sich im Dorf Rudi rund 15 Kilometer südlich von Otaci.
Die Eisenbahnbrücke zwischen Otaci und Mohyliw-Podilskyj ist die einzige direkte Zugverbindung über den Nistru zwischen Moldau und der Ukraine, da die Zugverbindungen weiter südlich das international nicht anerkannte staatliche Gebilde Transnistrien durchqueren. Etwa acht Kilometer südlich von Otaci verbindet eine Fußgängerbrücke das moldauische Dorf Ungeni mit Bronnitsa auf ukrainischer Seite. Sie dient dem kleinen Grenzverkehr der lokalen Bevölkerung. An der Nebenstraße nach Ungeni, die in Otaci von der Hauptstraße Richtung Soroca nach Osten abzweigt und direkt dem Fluss folgt, beginnt nach rund zwei Kilometern das langgezogene Dorf Călărășeuca, an dessen Ende gut sechs Kilometer von Otaci entfernt das im 18. Jahrhundert gegründete Kloster Călărășeuca liegt.
Im Unterschied zum größten Teil Nordmoldaus, der aus weitläufigen, mit Steppengras bewachsenen, flachen Hügeln besteht, auf denen Getreide und Sonnenblumen angebaut werden, ist der nördlichste Landesteil, besonders entlang des Nistru von kleinteiligen, überwiegend mit dichtem Laubwald bewachsenen Hügeln geprägt. Das Flussbett des Nistru ist im weichen Sedimentgestein eingeschnitten, an manchen Stellen treten an den Abhängen erdgeschichtlich ältere und festere Kalksteine hervor.

## Geschichte

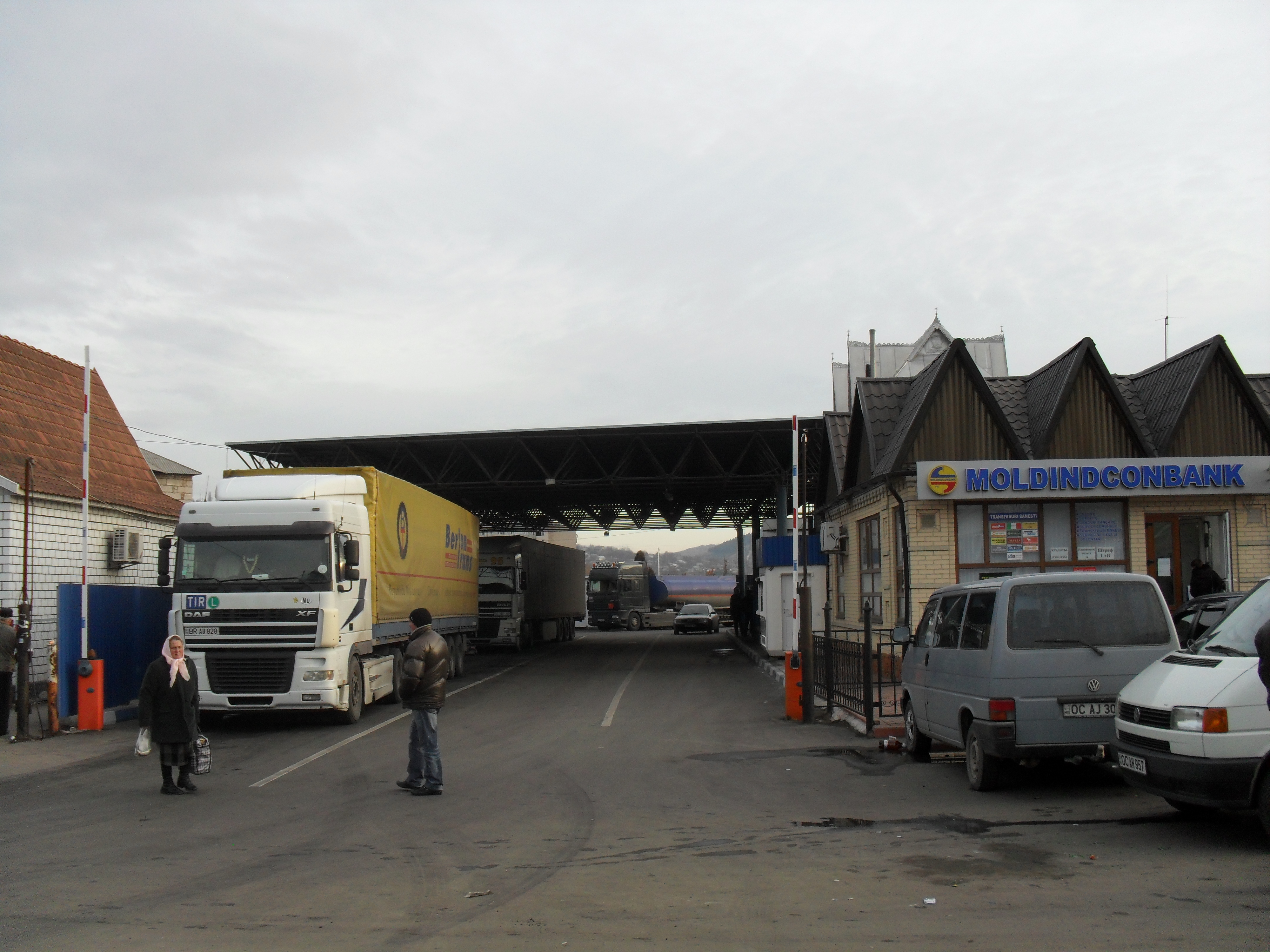
Grenzabfertigung Richtung Ukraine

Ab dem 15. Jahrhundert lag das Gebiet an der Ostgrenze des Fürstentums Moldau in Bessarabien, das seit Anfang des 16. Jahrhunderts unter osmanischer Oberherrschaft stand. Während dieser Zeit war Otaci ein Handelsort, in dem regelmäßig ein Markt stattfand. Mit dem Sieg Russlands im  Russisch-Türkischen Krieg 1812 geriet Bessarabien in den russischen Machtbereich.
In der zweiten Hälfte des 18. Jahrhunderts wuchs eine jüdische Gemeinde in Otaci, die im Jahr 1817 aus 353 Familien bestand und knapp die Hälfte der 773 Familien ausmachte. Die Zahl der Juden nahm durch Einwanderung nach Bessarabien stetig zu und war bis 1847 auf 559 Familien angewachsen. Diese besaßen eine Synagoge und drei Gebetshäuser. Durch den Bau der Bahnlinie 1893 verloren viele jüdische Händler ihre Erwerbsbasis. Einige von ihnen wanderten in die Vereinigten Staaten aus, während zur selben Zeit Juden vom Land in die Städte zogen. Im Jahr 1897 waren von 6980 Einwohnern 4690 Juden (67,2 Prozent). Für die Jahrhundertwende werden 832 jüdische Familien unter den insgesamt rund 1000 Familien angegeben.
Juden durften sich seit 1791 im Russischen Reich nur in bestimmten, als Ansiedlungsrayon bezeichneten Gebieten, zu denen Bessarabien gehörte, niederlassen. Nach der Machtübernahme Russlands kamen nach 1812 zahlreiche jüdische Handwerker und Händler aus Polen, der Ukraine und Galizien in das ehemalige osmanische Bessarabien. Viele Juden wurden in eigenen landwirtschaftlichen Kolonien angesiedelt. Nach Unruhen unter der Landbevölkerung und Pogromen gegen die Juden in den Jahren 1881 bis 1884 flüchteten viele in die Städte, wo sie mancherorts einen Anteil von einem Drittel oder mehr an der Einwohnerzahl stellten.
1930 waren unter rumänischer Herrschaft von etwa 3500 Einwohnern 2781 Juden (79,4 Prozent). In den 1930er Jahren wurde ein jüdischer Kindergarten und durch die Tarbut-Organisation (Tarbut, hebräisch „Kultur“, säkulare zionistische Bildungsinitiative) eine jüdische Schule gegründet. Rechtsradikale Kreise schürten allgemein Aggressionen gegen Juden, die sich mit eigenen Bürgerwehren verteidigten. Am 28. Juni 1940 überließ die rumänische Regierung Bessarabien der einrückenden Roten Armee. Otaci lag in dem Gebiet von Bessarabien, das der Moldauischen Sozialistischen Sowjetrepublik (MSSR) zugeteilt wurde. Nach dem Kriegseintritt Rumäniens im Zweiten Weltkrieg auf der Seite der Achsenmächte am 22. Juni 1941 mussten sich die Sowjets im Juli aus Bessarabien zurückziehen. Gleich zu Beginn der Kampfhandlungen verboten die sowjetischen Behörden allen bessarabischen Bürgern, das Land Richtung Ukraine zu verlassen. Als das Verbot nach ungefähr zehn Tagen aufgehoben wurde, hatte die deutsche Luftwaffe bereits die meisten Straßen- und Eisenbahnbrücken über den Nistru zerstört, was die Flucht äußerst schwierig machte. Ende Juni durften die vielen in Otaci versammelten Juden über eine von den Sowjets errichtete provisorische Brücke über den Nistru fliehen. Es gab viele Tote, weil die Brücke bombardiert wurde. Tage später holten deutsche Einheiten die flüchtenden Juden ein, trieben sie zurück oder erschossen sie auf der Stelle.
Bessarabien war nun von deutschen und rumänischen Truppen besetzt. Im Herbst 1941 wurden – unter dem pauschalen Vorwand, prosowjetisch zu sein – fast alle bessarabischen Juden vertrieben und auf grausame Weise nach Transnistrien deportiert, wo ein großer Teil von ihnen ums Leben kam. Otaci war eine der Endstationen, bis zu denen Tausende Juden per Bahn gebracht und von wo sie meist zu Fuß weiter nach Osten getrieben wurden. Mehrere tausend Juden wurden beispielsweise Mitte Oktober 1941 von Czernowitz in geschlossenen Güterwaggons bis zu den Bahnhöfen Otaci und Mărculești transportiert. Um diese Zeit wurden auch Juden aus der Südbukowina mit Viehwaggons nach Otaci befördert. Kurz vor der Endstation nahm man ihnen bei einem Zwischenstopp an der Haltestelle Vălcineț ihre Wertsachen ab. Die in Otaci aufgereihten Eisenbahnwaggons erreichten zeitweilig bis zu zwei Kilometer Länge. Ende des Jahres 1941 lebten praktisch keine Juden mehr in Bessarabien. Über das Schicksal der zuvor in Otaci lebenden Juden ist nichts bekannt, es ist aber wahrscheinlich, dass es ihnen ebenso wie den anderen Juden in Bessarabien erging und sie gänzlich vertrieben und großteils umgebracht wurden.

## Stadtbild

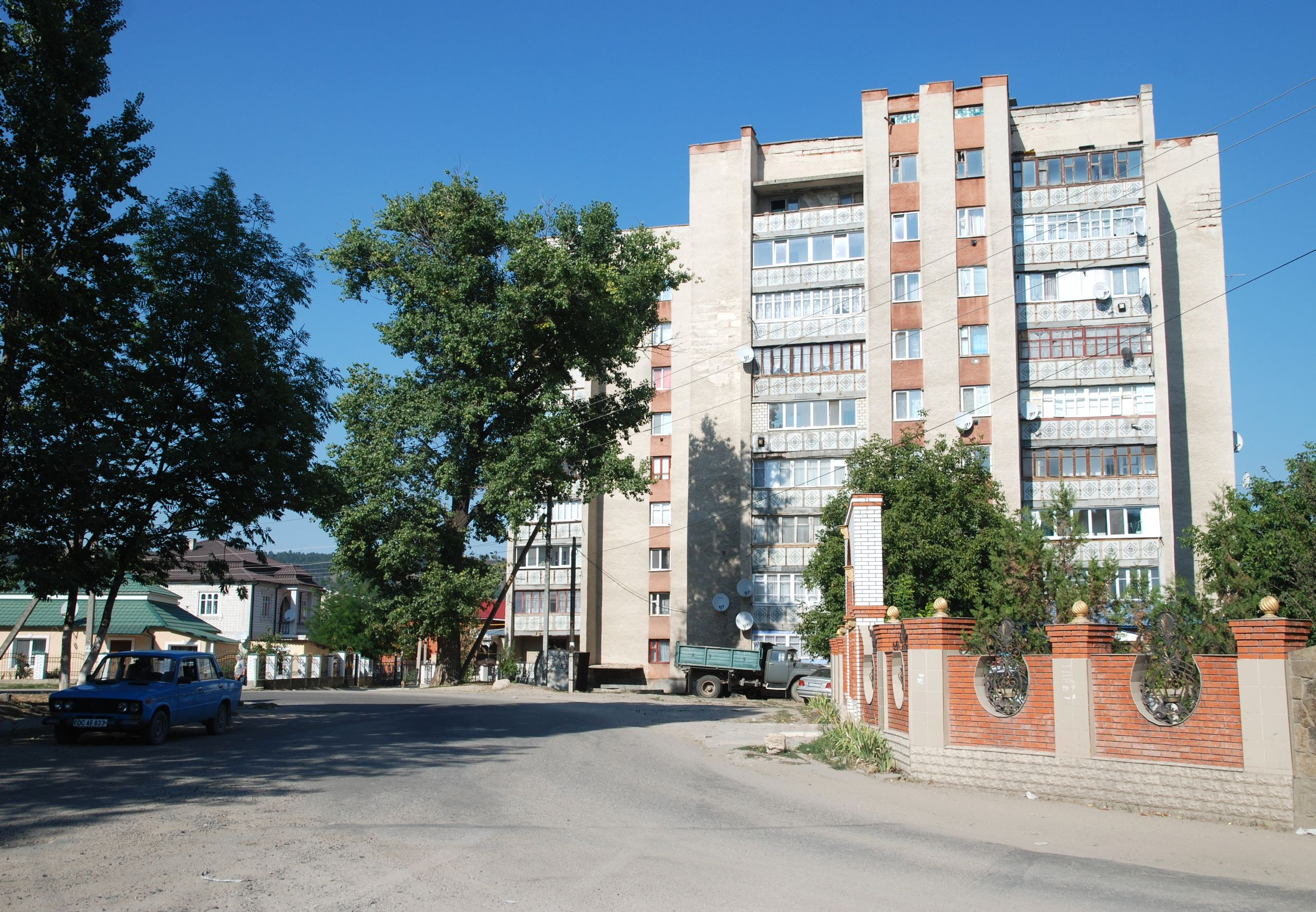
Hauptstraße im Zentrum

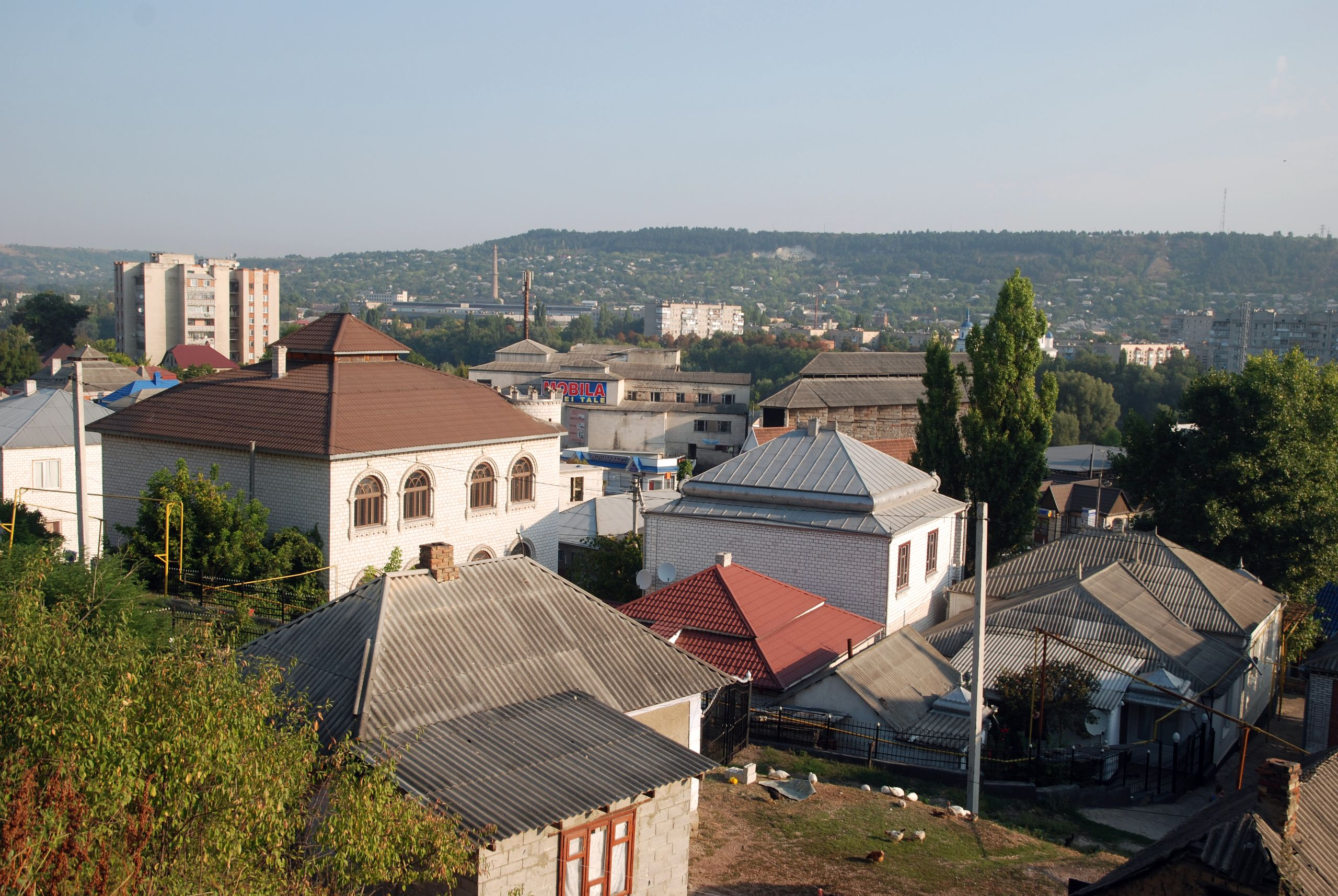
Vom Hügel nach Osten über das Stadtzentrum

Bei der Volkszählung 2004 wurde die Zahl der Juden in der Stadt Otaci mit 9 und im gesamten Rajon Ocnița mit 14 angegeben. Was Otaci heute auszeichnet, sind die 3380 Roma, die 2004 gezählt wurden und die 40 Prozent der städtischen Bevölkerung ausmachen. Im Jahr 1989, als die letzte Volkszählung in der sozialistischen Zeit auf dem Gebiet des 1991 unabhängig gewordenen Moldau stattfand, lebten 1993 Roma in Otaci. Damit haben sich in Otaci, abgesehen von Chișinău, mehr Roma als in jeder anderen Stadt in Moldau angesiedelt. Soroca, das wegen seiner von wohlhabenden Roma erbauten Villen als „Zigeunerhauptstadt Moldaus“ gilt, folgt auf dem zweiten Platz. Die Mehrheit der Einwohner waren 2004 Ukrainer (3784), ferner wurden unterschieden: Moldauer (724), Russen (521), Gagausen (14), Rumänen (9), Bulgaren (7), Polen (4) und Sonstige (15). Den Status einer Stadt (oraş) erhielt Otaci 1994.
Zentrum von Otaci ist der Bereich vor der Grenzabfertigung an der Brücke. Hier befinden sich ein Markt, Lebensmittelgeschäfte, Banken und die Haltestelle für Minibusse (russisch Marschrutki). Einige Wohnblocks aus sozialistischer Zeit überragen die üblichen ein- bis zweigeschossigen Einfamilienhäuser mit Walmdächern. Die ehemalige Synagoge wurde während der sowjetischen Zeit als Kulturhaus genutzt. Das Gebäude, das sich heute in jüdischem Besitz befindet, steht nach einem Bericht von 2010 leer und ist in einem schlechten Zustand. Nach Westen ziehen sich die von Gärten umgebenen Wohnhäuser den Hügel hinauf. Nach Südosten, am Flussufer entlang, geht die Bebauung fast nahtlos in das Dorf Călărășeuca über. Die Eisenbahnbrücke überquert einen Kilometer flussaufwärts von der Straßenbrücke den Fluss. Weiter nach Norden folgen Industriebetriebe, welche die Ebene am Fluss ausfüllen. Der Bahnhof im dortigen Stadtteil Vălcineț ist sieben Kilometer vom Zentrum entfernt.

### Jüdischer Friedhof
Oberhalb von Vălcineț befindet sich auf dem Hügelkamm ein alter, von Buschwald umgebener jüdischer Friedhof. Eine teilweise eingefallene Mauer umgibt den im 19. Jahrhundert angelegten Friedhof. Manche Grabsteine sind umgestürzt oder mit Gras überwachsen, ihre Gesamtzahl soll 3500 betragen haben. Laut anderen Angaben waren 1992 noch rund 1000 und 2010 noch über 500 Grabsteine erhalten. Es gibt einen Wärter, der sich regelmäßig um die Anlage kümmert.

## Sonstiges
Der städtische Fußballverein ist der FC Nistru Otaci.